# Hatem Ali
Hatem Ali  (Altos del Golán, 2 de junio de 1962-El Cairo, 29 de diciembre de 2020) fue un actor, director y guionista de cine y televisión sirio.
En 1986, Ali ganó aceptación en las artes del teatro; y, trabajó como maestro de actuación en el Instituto Superior de Artes Dramáticas de Siria.
Varias anomalías han sido identificadas por críticos y profesionales que exponen una gran diferencia entre la historia de la versión de Akkad del Islam y la historia de la versión de Hatem Ali del Islam. A diferencia de la versión cinematográfica, la versión de la telenovela es muy larga y algunos detalles son problemáticos. Por lo tanto, los espectadores no entendieron por qué el director se ha centrado en la historia de Ouahchi (el asesino de Hamza), convirtiéndose en muy locuaz y sobre todo en construir una historia de amor con otro esclavo negro. El director Hatem Ali le dedicó más espacio que Bilal, que era un poco héroe en la versión hecha por Akkad en 1975.

## Obra

### Filmografía
Dirección
- Al-Layl al-Taweel (La larga noche) (protagonista la actriz tunecina Anissa Daoud)
- Al Oshak (Los Amantes)
- Shaghaf (Pasión)

### Televisión
Dirección de series de TV
- Safar  (Traveling)
- Al Fosoul Al Arbaa'a (Las Cuatro Estaciones, (1ª y 2ª partes)
- Maraya 98
- Maraya 99
- Aelati Wa Ana  (Mi Familia y Yo (2000)
- Al Zier Salem (2000)
- Salah Al Din (2001) una serie acerca Salah Al Din
- Sakr Quraish (Quraish Hawk) (2002)
- Rabea Qurtoba (Córdoba primavera) (2003)
- Al Taghrieba Al Felastineya (2003)
- Ahlam Kabiera (Grandes Sueños (2004)
- Molouk Al Tawaef (2005)
- Asey Addame (Difícil aflojar una lágrima) (2005)
- Ala Toul Al Ayam (Todos los Días) (2006)
- Al Malek Farouk (Rey Faruq) (2007)
- Seraa Ala El Remal (2008)
- Omar ibn al-Khattab (TV series) (Ramadán de 2012)
- Al-Arrab 1 (2015)
- "Orkidea" (Ramadán de 2017)
- En noviembre de 2017, comienza la serie de televisión Farid al-Atrash.
- Hagar Gohanam: Black Widows (2017)

#### Como escritor de series de TV
Ali escribió guiones para las siguientes series:
- Muaziek
- Qous Qazah (Arco iris)
- Al Qelaa (El Castillo)

### Como actor
- Daerat Al Nar (Círculo de Fuego)
- Hegrat Al Qalb Ila Al Qalb
- Al Gawareh
- Al Ragol S (Mr. S)
- Abou Kamel

## Teatro
Dirección
- Mat Thalath Marrat (Muerto tres veces)
- Ahl Al Hawa (Gente de Instintos)
- Albareha, Alyawm Waghadan (Ayer, Hoy y Mañana)

## Otras publicaciones

### Libros
- Mawt Modares Al Tariekh Al Agouz (Muerte del antiguo maestro de historia)
- Hadath Wama Lam Yahdouth (¿Qué sucedió y qué no?)
- Tholatheyet Al Hesar (Trilogía de bloqueo)

## Galardones
- Premio a la mejor dirección, por película de TV Akher Al Lail (La Última Parte Nocturna)Cairo TV Festival.
- Premio a la mejor dirección, por series de TV Safar (Traveling)Cairo TV Festival.
- Premio de primer trabajo de oro, por la serie de televisión Al Zeir Salem. Bahrain festival.
- Premio de plata por la serie de TV Maraya 98. Cairo TV Festival.
- Premio de bronce por la serie de TV Al Fosoul Al Arbaa'a (Las Cuatro Estaciones). Bahrain festival
- Premio dorado a la mejor dirección, por la serie de televisión Salah Al Din. Cairo TV Festival.
- Premio a la mejor dirección, por Salah Al Din. Festival de Túnez
- Premio a la mejor dirección, por la serie de TV Sakr Quraish (Halcón de Quraish). Cairo TV Festival.
- Premio a la mejor dirección, por la serie de TV Al Malek Farouk (El Rey Farouk). Cairo TV Festival
- Premio de trabajo de plata para la serie de TV Ala Toul Al Ayam (Todos los Días). Tunisia festival.
- Premio Adonia al mejor director del año 2004, por la serie Al Taghreba Al Felasteniya.
- Premio Adonia al mejor director del año 2005, por la serie Molouk Al Tawaef.
- Premio de trabajo de plata para la serie Molouk Al Tawaef. Festival de Túnez.